# Acanthocreagris multispinosa
Espèce
Acanthocreagris multispinosa est une espèce de pseudoscorpions de la famille des Neobisiidae.

## Distribution
Cette espèce est endémique du Pays valencien en Espagne. Elle se rencontre à Barx dans les grottes Cova del Forat, Cova Fresca et Cova del Gos.

## Publication originale
- Estany, 1978 : Sobre algunos Neobisiidae cavernicolas del Pais Valenciano. Speleon, vol. 24, p. 33-37.